# Lágymányosi-öböl
Koordináták: é. sz. 47° 27′ 54″, k. h. 19° 03′ 39″47.465000°N 19.060833°E

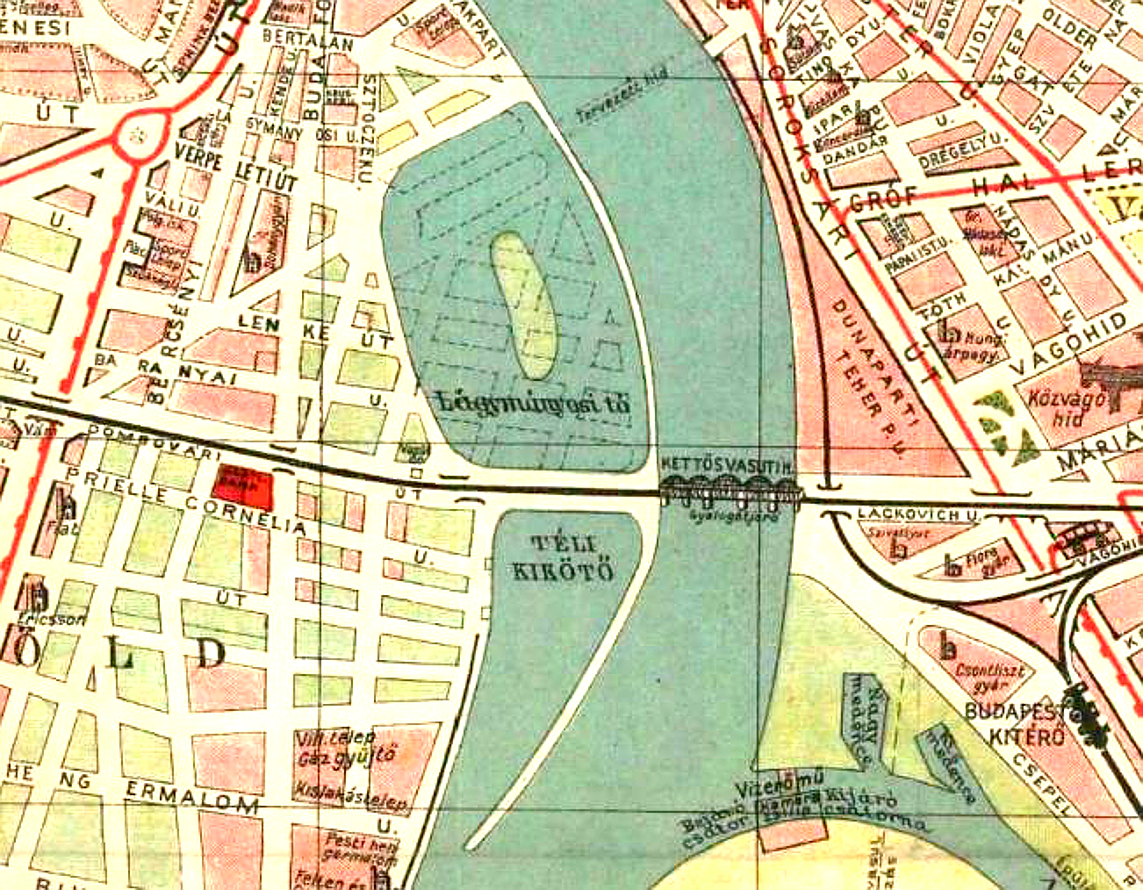
A még feltöltetlen északi Lágymányosi-tó, a déli Téli kikötő (mai Lágymányosi-öböl) és a Kopaszi-gát egy 1930-as Nagy-Budapest térképen

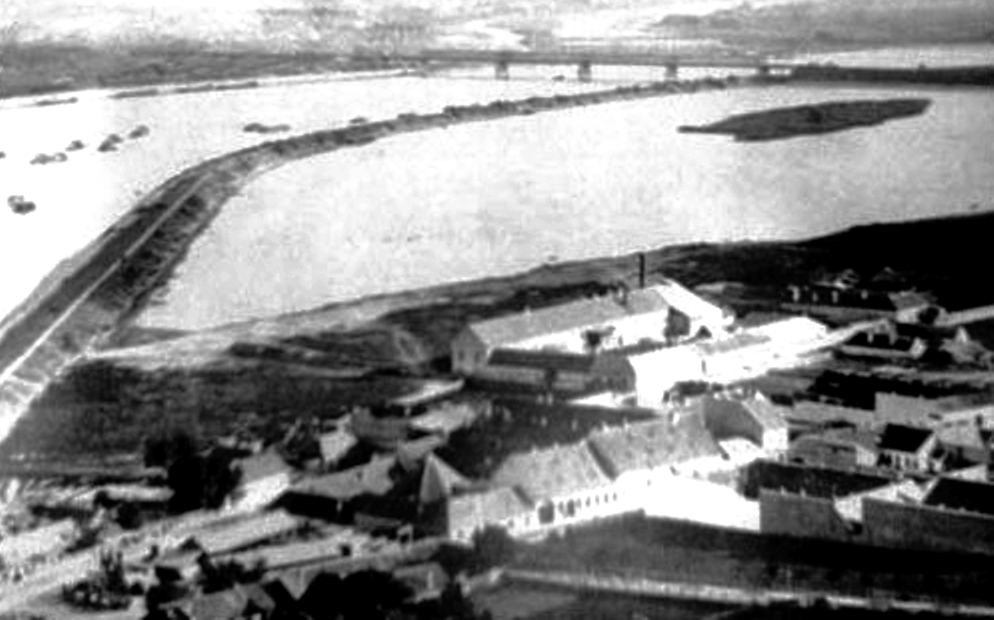
A Lágymányosi tó 1880 körül

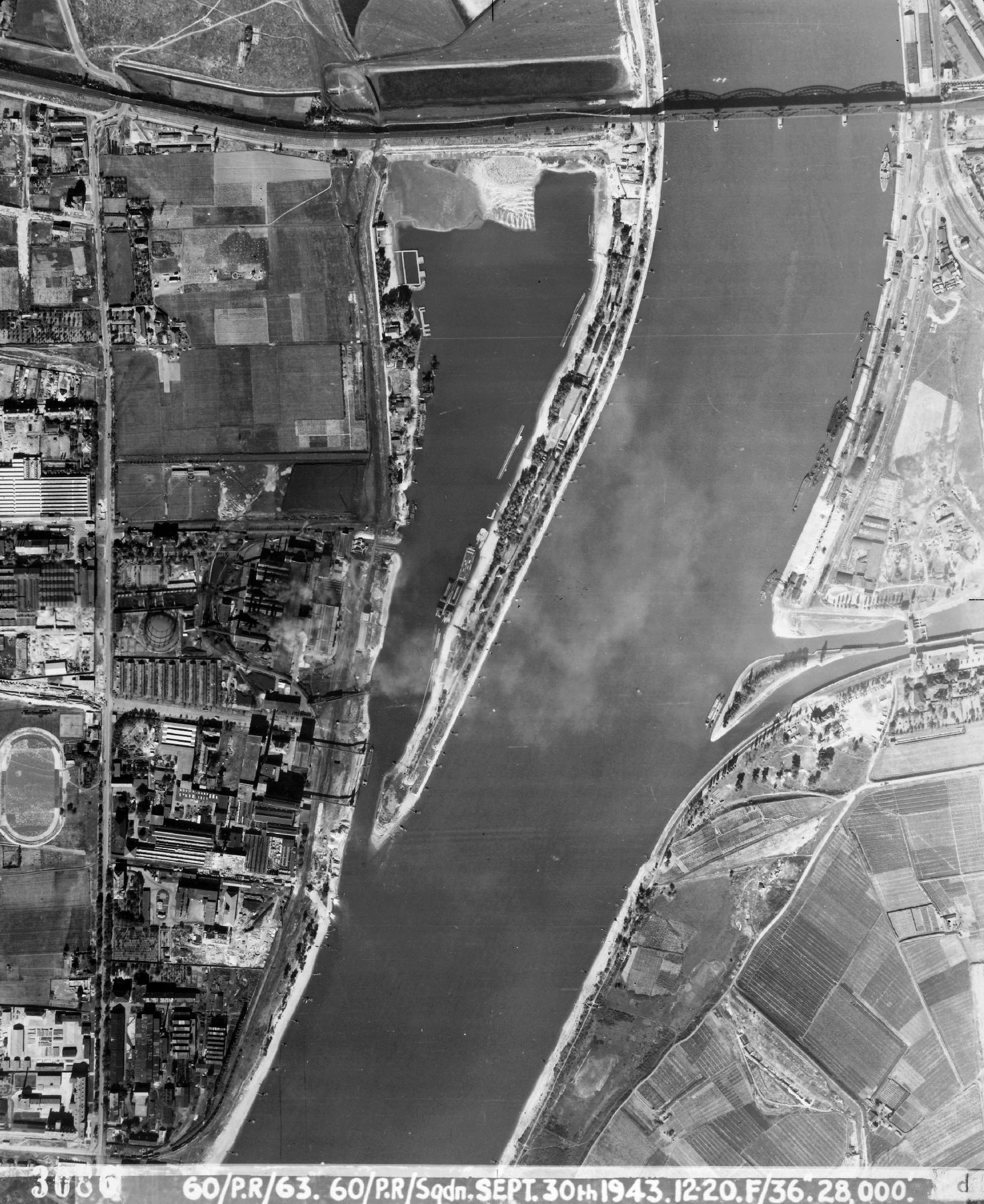
Légifotó a Lágymányos-öbölről (1943)

A Lágymányosi-öböl egy háromszög alakú öböl Budapesten, a Duna jobb partján. Nevét Lágymányosról kapta, de a fokozatos feltöltések során területe lecsökkent, és a jelenlegi öböl teljes egészében Nádorkert városrészben található.

## Földrajz
Az öböl az 1642 és 1643 folyamkilométer szelvények között, Budapest XI. kerületében fekszik, nevével ellentétben Nádorkert városrész területén. Keleti oldala (ahol a folyótól a Kopaszi-gát választja el) 750 m, északi oldala 330 m hosszú. 50 m széles bejárata a déli végén található. Az öböl vízfelülete 11,2 ha. A többnyire egyenletesen lapos mederfenék a budapesti Vígadó téri vízmérce 0 pontjához képest 1,5-2,5 méterrel mélyebben húzódik; a nyugati, Vízpart utca felőli oldalon valamivel mélyebb. Az öböl vízfelülete 11,2 ha, amelynek vize állandó kapcsolatban van a Duna főágával. A többnyire egyenletesen lapos mederfenék a budapesti Vigadó téri vízmérce 0 pontjánál 1,5-2,5 méterrel mélyebben húzódik; a nyugati, vízpart utcai oldalon valamivel mélyebb. A meder alját 0,3 – 2 m vastagságú iszap borítja.

### Élővilág

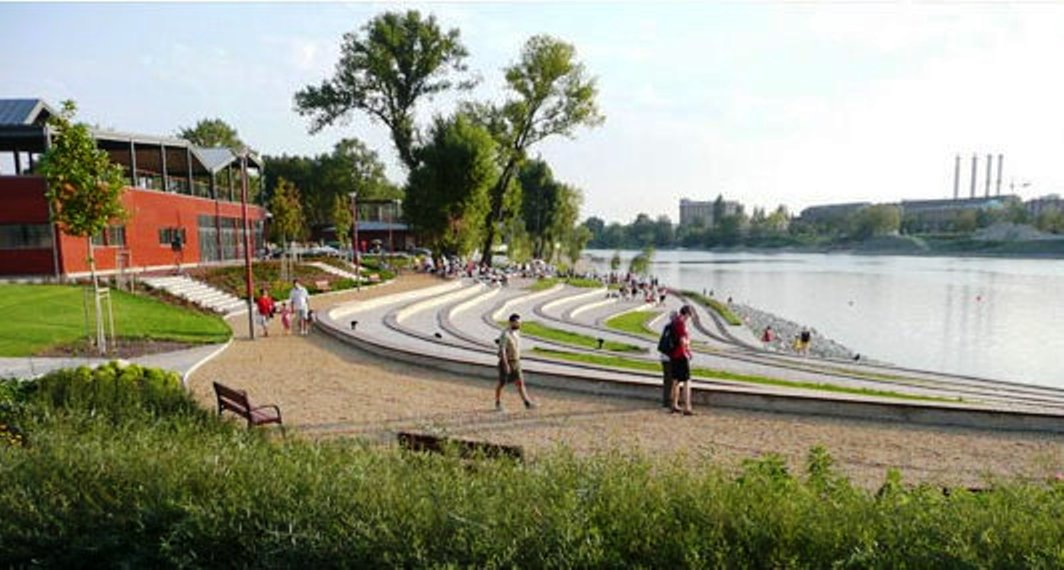
A Lágymányosi-öböl

A Lágymányosi-öböl vízminősége a Dunáénál lényegesen jobb. 1993-as adatok szerint vizében több mint 22 halfaj élt.

## Történelem

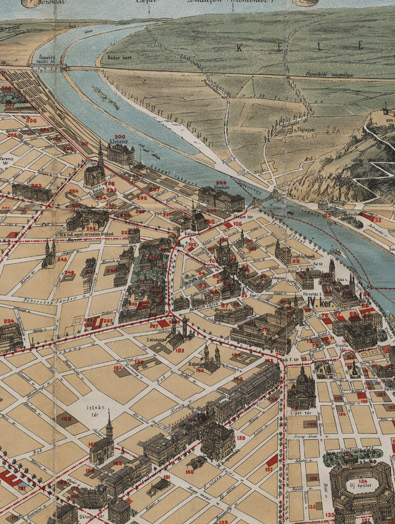
A Műegyetem
CH épülete helyén egykor a Duna medre, illetve ártere húzódott, majd a Kopaszi-gát 1880 körüli megépítése után a Dunától elzárt, vízzel borított „tóvá” alakult, amelyet a 19. század végén – többnyire a fővárosi építkezéseknél kitermelt talajjal – feltöltöttek. A Szent Gellért téren 50 méter széles (a Kemenes utcáig ér) az 1895-ös feltöltés

Az 1838-as árvíz után kezdték meg a folyamszabályozást a területen, amelynek első eleme a Gellért-hegytől délre húzódó töltéspart, a Kopaszi-gát őse, a 3 km hosszú Kopaszi párhuzammű megépítése lett 1870-1876 között: ez választotta le a hegy alatti szakaszon kiszélesedő Dunáról a Lágymányosi-tó területét.
A mai Szent Gellért tértől a mai Lágymányosi-öbölig elkészült gát a pesti oldalán 380 méter széles mederbe szorította a Duna főágát, a budai oldalán pedig leválasztotta a sekély öblöt, létrehozva ezzel a Lágymányosi-tavat. Ide kezdetben egy nagy déli kikötőt terveztek felépíteni, de az iszapos terület erre a célra végül is alkalmatlannak bizonyult.
Az 1881-1886 között feltöltött területen elsőként az 1896-ban elkészült Ferenc József hídtól (ma Szabadság híd) délre, a lágymányosi Egyetemváros részeként a 7,2 hektáron elterülő Műegyetem központi kampuszait építették meg 1909-re. A feltöltés anyagát a kiegyezés és az első világháború közötti évtizedek alatt világvárossá fejlődő főváros építkezései során a házak alapozásához kitermelt bőséges föld képezte. 1930-1932 között folytatódott a feltöltés 1,425 millió köbméter földdel, a Petőfi híd budai hídfője számára. Egyebek mellett az 1933–1936 között lebontott Tabán házainak romjait is idehordták. Az 1933–1937 között megépült Horthy Miklós híd (1945 után Petőfi híd) projektjével párhuzamosan a mai Goldmann György tér helyét töltötték fel. (Az anyag jelentős részét vasúton, az Andor utcai vontatóvágányon szállították ide.) 1941-1943 között épült a Pázmány Péter rakpart alsó, 1995-1996 között pedig a felső útpályája. 1945 után folytatták az 1877-ben felépült Összekötő vasúti hídtól északra eső részének feltöltését a mai Pázmány Péter sétány terepszintjére az ELTE épületek valamint az Infopark helyén. 1945 után további 1,5 millió köbméter föld kellett az új hídtól délre elterülő, maradék tó betemetéséhez. Ehhez a hatalmas anyagmennyiséget a háborús törmelék mellett a körvasúttól délre, az öböl déli feléből kikotort iszap adta az anyagot, amely így az ottani téli kikötő használhatóságát is javította. Belőle jött létre a mai Lágymányosi-öböl. (Szintén az Andor utcai vontatóvágány segítségével.) A kotrásnak egyszerre két eredménye volt, mivel feltöltötték a tavat, azzal hasznos építési területet nyertek, ugyanakkor a tervezett téli kikötő öble is használhatóvá vált.
1896-ban a kor ismert mulatós vállalkozója, Somossy Károly hozott létre az akkori Lágymányosi-tó területén egy keleti stílusú vigalmi negyedet „Konstantinápoly Budapesten” névvel, amely mindössze fél évig működött.
A Duna medréről a Kopaszi párhuzamművel leválasztott és elmocsarasodásnak indult északi Lágymányosi-tóban 1931-ig halakat tenyésztettek. A tó utolsó nyílt vízfelületét 1993-ban temették be. Ide épült a Lágymányosi (Rákóczi híd) budai hídfője.
A kikötő mellett már ekkor is fontos szerepet játszott a sport: az déli öböl a városrész kedvelt strandoló, úszó, sporthorgász és evezős helye volt. A második világháború után is megmaradt ez a profil. Az 1950-es évektől a KÉV-Metró telepének területigénye után érte el a mai méretét az öböl vízfelülete. A Kádár-korszak iparosítása ide is elért és az öböl partján gyártelepek épültek, így megindult a természeti értékek pusztulása. Az 1960-as évektől vadromantikus élet alakult ki horgásztanyákkal és a vízen a hajóroncsok között ringatózó úszóházakkal, a hiányos közműellátottság miatt csatorna, sok esetben még áram és ivóvíz sem állt rendelkezésre. Az 1990-es évek elejére az öböl partja lepusztulttá vált. Szennyvíz és hulladék lepte el az elhanyagolt partot és a környezetszennyezés kezdett komoly méreteket ölteni. A kerületi önkormányzat civil kezdeményezésre 1993-ban a területet helyi jelentőségű védett területté nyilvánította.
Nemes Gyula filmrendező 1998-tól dokumentumfilmen követte nyomon a Kopaszi-gát és a Lágymányosi-öböl átalakulását, valamint a rajta sorakozó régi bódék elbontását, az itt élő és az ide járó emberek korabeli élettereit. A filmet két részben mutatták be: A Mulandóság Gátja című 2004-ben, a Letűnt Világok című 2009-ben jelent meg. Utóbbi a Karlovy Vary-i Nemzetközi Filmfesztiválon elnyerte a 2008 legjobb dokumentumfilmjének járó díjat.
2003-ban az önkormányzat és a környékbeli telkek tulajdonosai létrehozták a terület hasznosítására az Öböl XI Kft.-t, amely így egy 45 hektáros fejlesztési területtel rendelkezik. A cég jelenleg három portugál cég tulajdonában van. Az itteni önkormányzati telkek korrupciógyanús privatizációja ügyében 2010-ben Molnár Gyula polgármestert és Lakos Imre alpolgármestert is meggyanúsította az ügyészség.

### Közpark
Az öböl környezete 2004-2006 között újult meg. A part menti parkot 2009-től a Bay Park, a BudaPart 2017-es alapkőletétele óta pedig a Kopaszi Gát Kft. (2022-től Zrt.) kezeli. A közkedvelt park életében 2016-ban érkezett el a pillanat, amikor a napi szintű gondozáson felül nagyobb fejlesztések is időszerűvé váltak annak érdekében. Éppen ezért, a BudaPart projekt konkrét építését megelőzően a tulajdonos nagyobb  fejlesztést hajtott végre a területen.
A gát minden szegletére kiterjedt a megújulás:
- a közvilágítást teljesen kicserélték,
- 18 000 m2 parkolót,
- 4700 m2 utat és 840 m2 ülőfelületet újítottak fel,
- 600 m2 gyepterületet javítottak,
- 1600 növényt pótoltak,
- ezen felül új információs táblákat helyeztek ki a park teljes egészében.

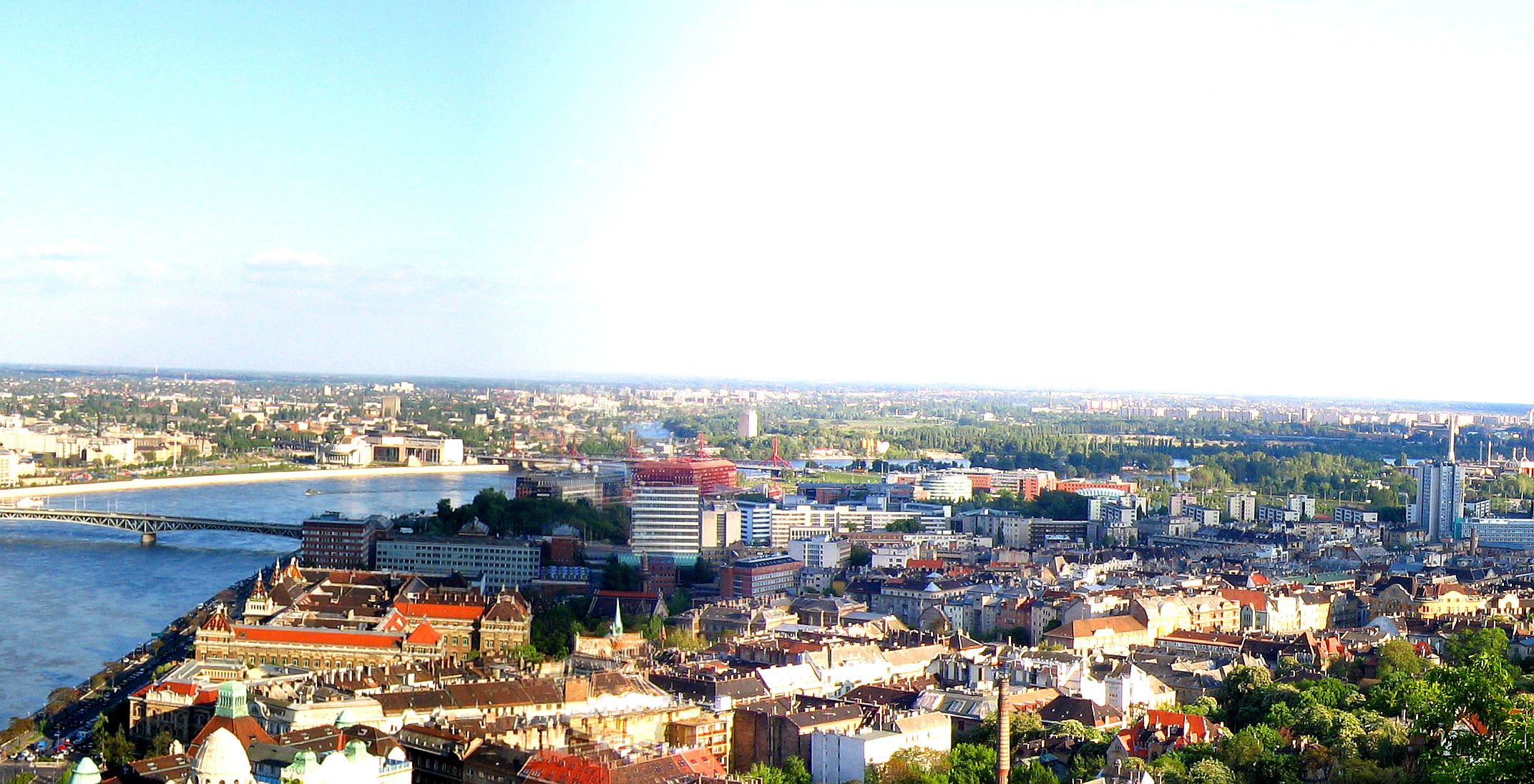
Lágymányosi panoráma a Gellért-hegyről: A feltöltött Lágymányosi tó helyén ma már a Műegyetem, a Petőfi híd után az ELTE és az Infopark épületei állnak, a háttérben a Rákóczi hídon túl pedig a Lágymányosi-öböl és a Kopaszi-gát zöld fái látszanak

## Jelene
Az öböl nyugati partján elhelyezkedő Nádorkert városrészben 2018 óta épül a Dombóvári út és az erőmű között a BudaPart nevű zsúfolt irodaház és lakópark komplexum, továbbá a Mol Campus 2022-ben átadott tornya.

## Fürdő az öböl partján
2006-tól kezdve éveken át szabadstrand üzemelt az öböl északnyugati sarkában, ami a 2010-es évekre bezárt, 2021-ben SHO Beach néven fizetős fürdőhelyként nyitott újra, 2024 nyarától Flava Beach néven ismét ingyenesen látogatható.

## Képgaléria

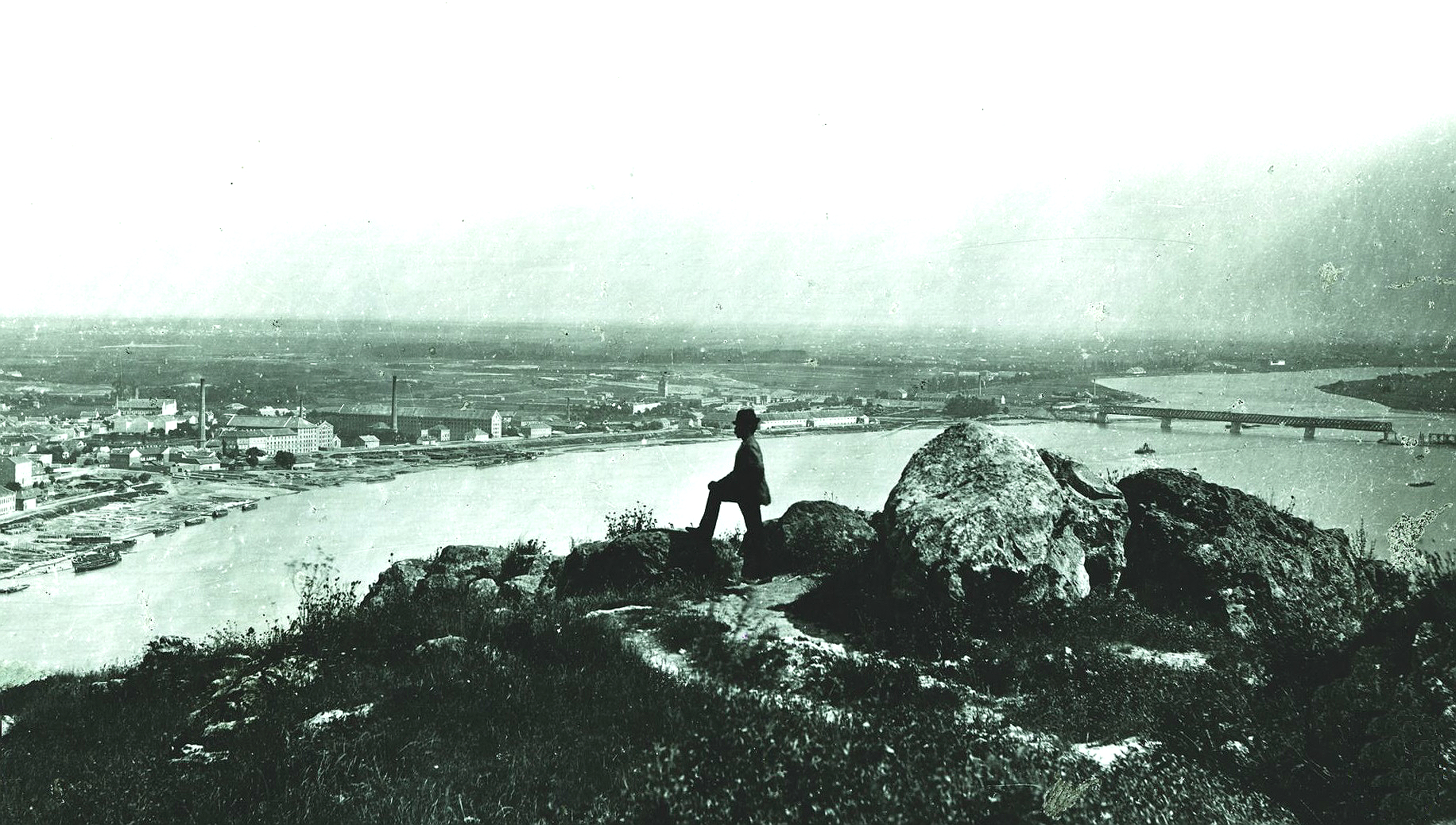
Kilátás a Gellért-hegyről (1875 körül). Még nem készült el a Kopaszi-gát, a Duna eredeti szélességében folyik
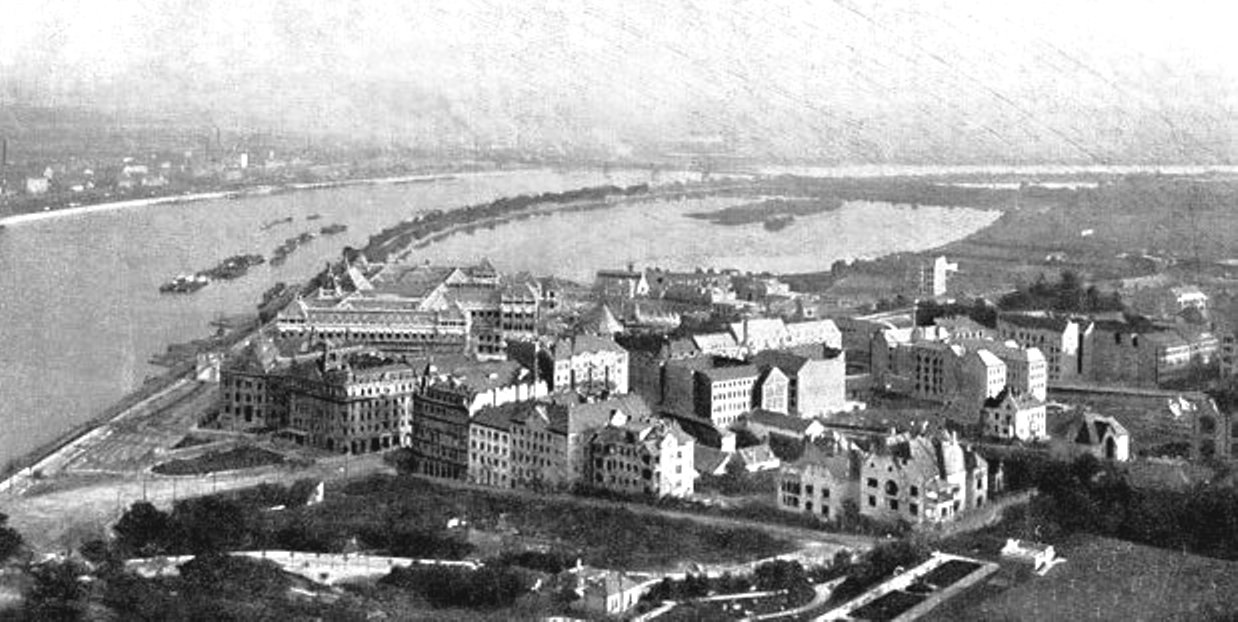
1910 körül: a Gellért fürdő még sehol, háttérben a Lágymányosi-öböl a töltésparttal
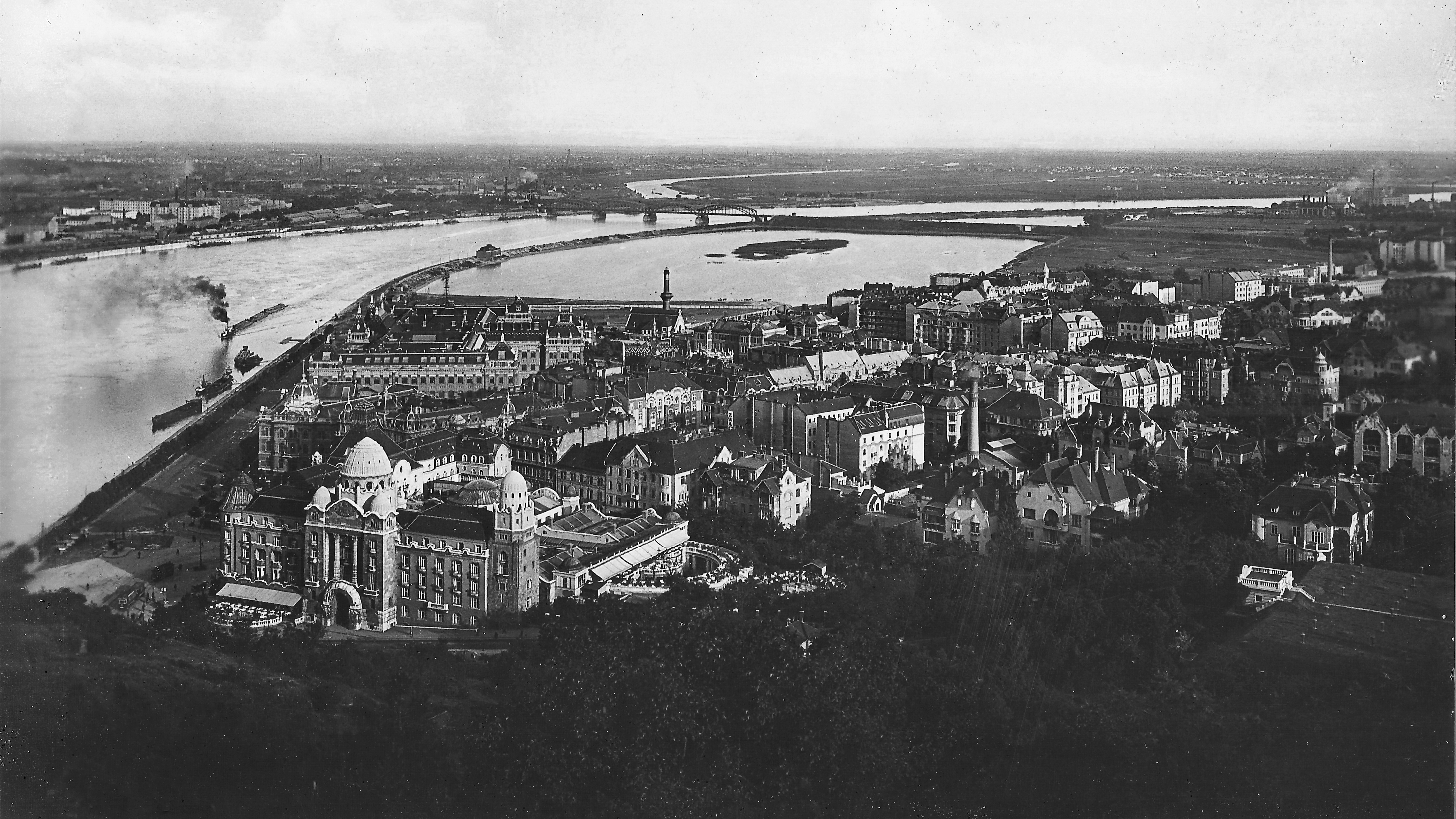
1926-ban készült látkép a Gellérthegyről dél felé. Előtérben a Gellért Gyógyfürdő és a Műegyetem, hátrább a Lágymányosi-tó és az Összekötő vasúti híd
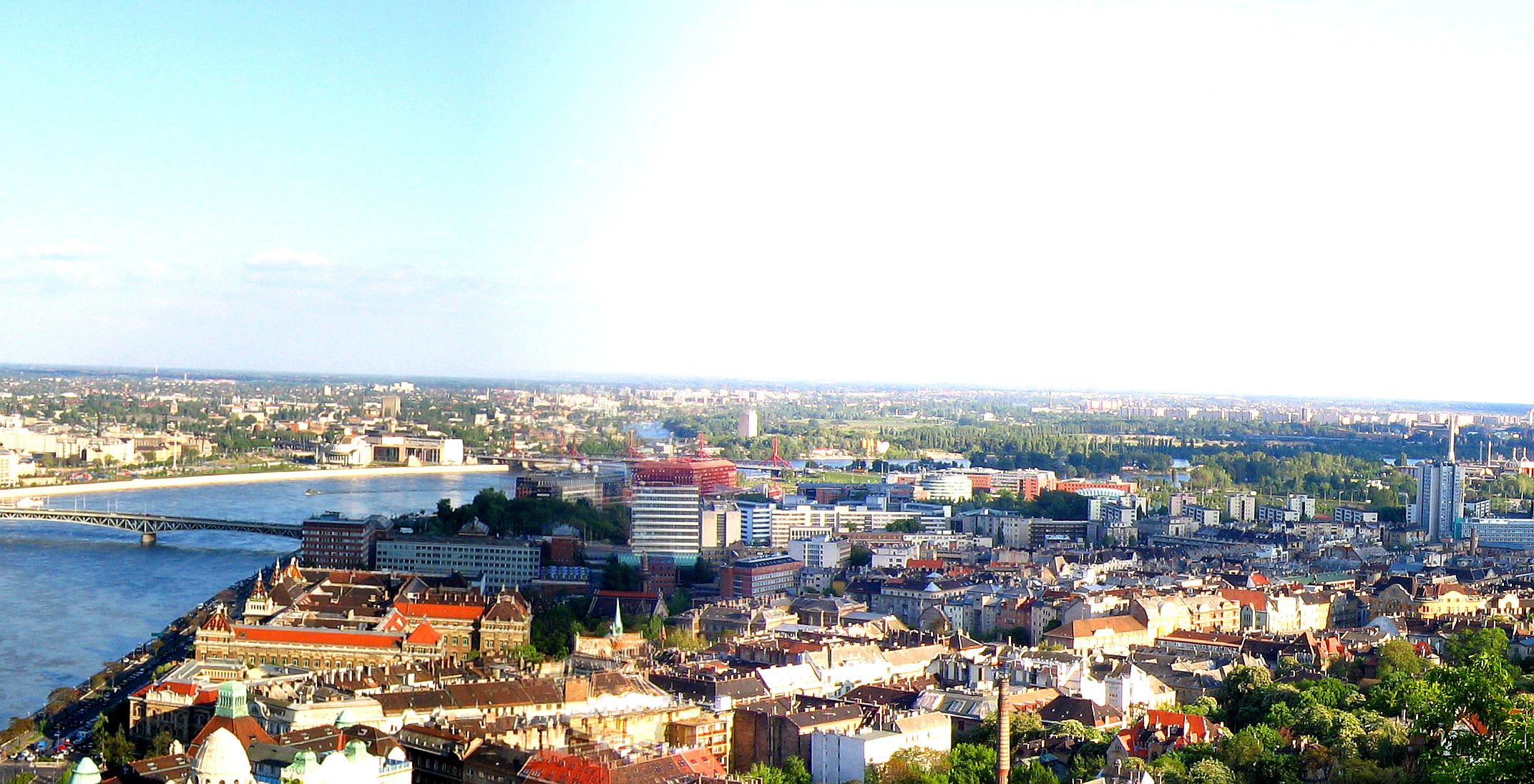
Lágymányosi panoráma a Gellért-hegyről 2015-ben: A feltöltött Lágymányosi tó helyén ma már a Műegyetem, a Petőfi híd után az ELTE és az Infopark épületei állnak, a háttérben a Rákóczi hídon túl pedig a Lágymányosi-öböl és a Kopaszi-gát zöld fái látszanak
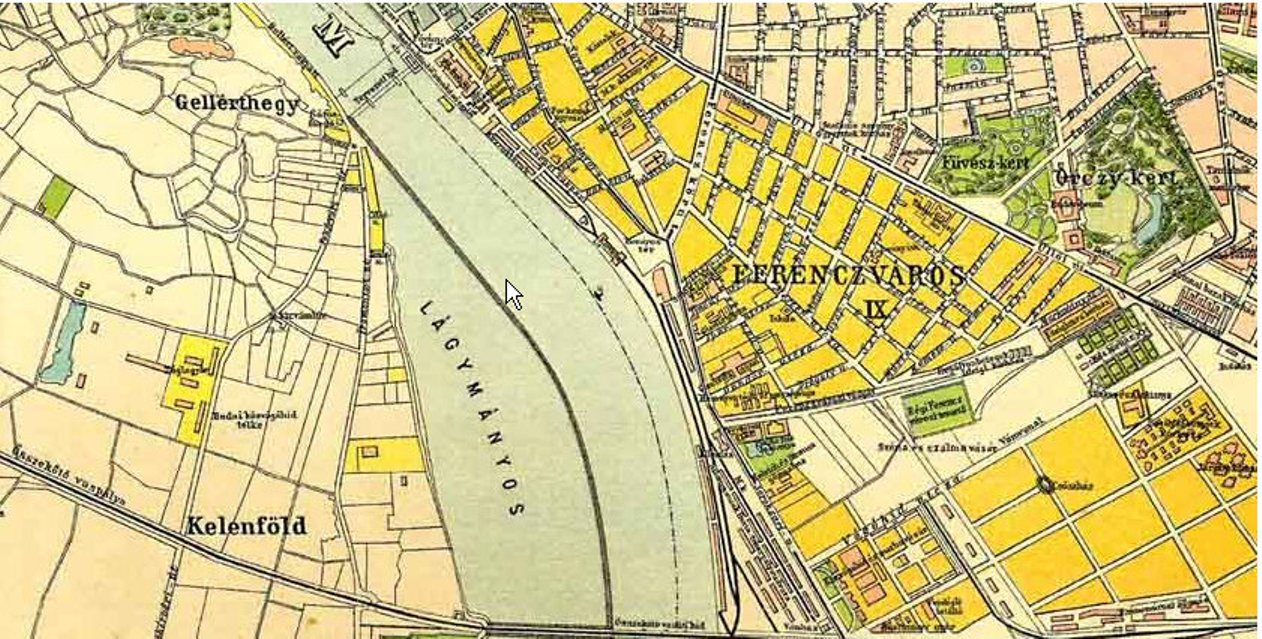
Korabeli térkép részlete. Jól látható a Lágymányosi-öböl, valamint az egykori Kelenföld beépítetlensége
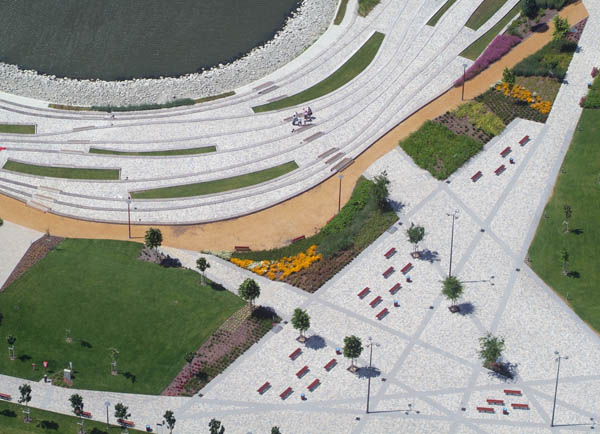
A Kopaszi-gát légifotója
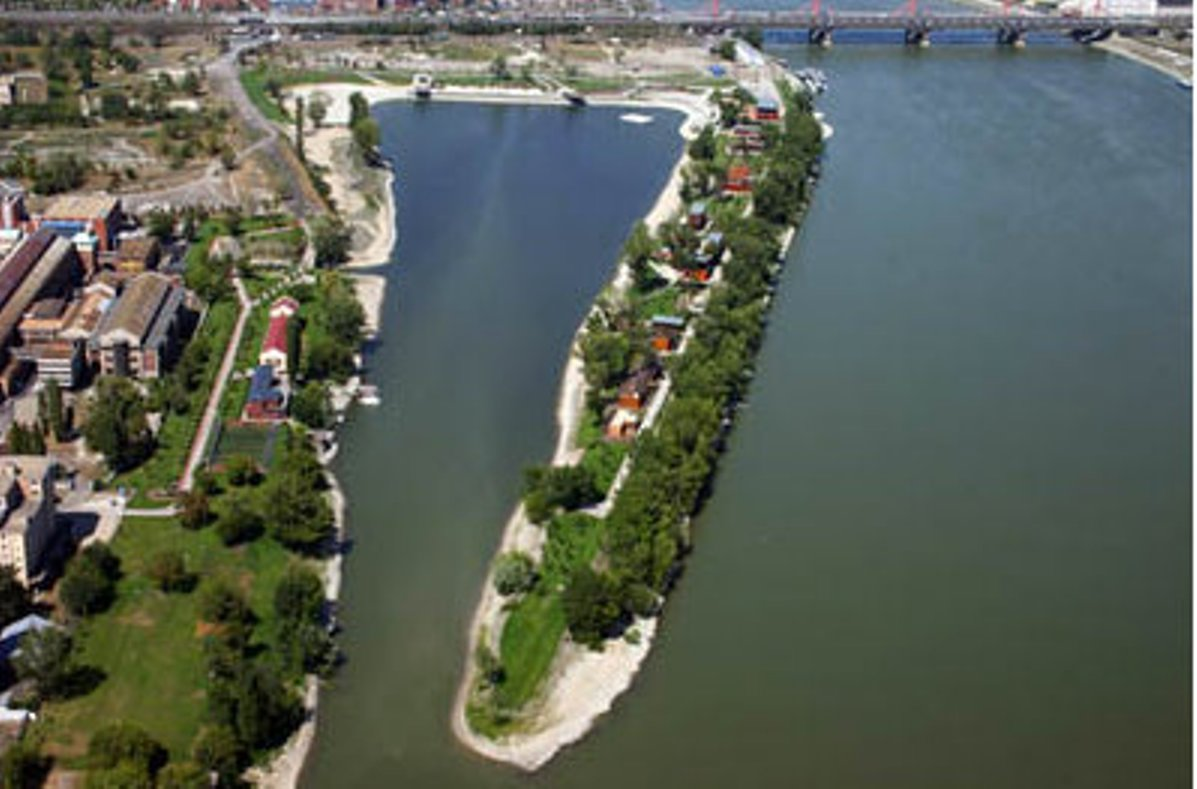
Madártávlatból a Lágymányosi-öböl, Kép: futo.blog.hu
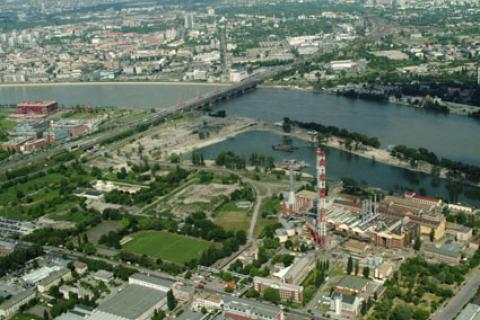
Légifotó
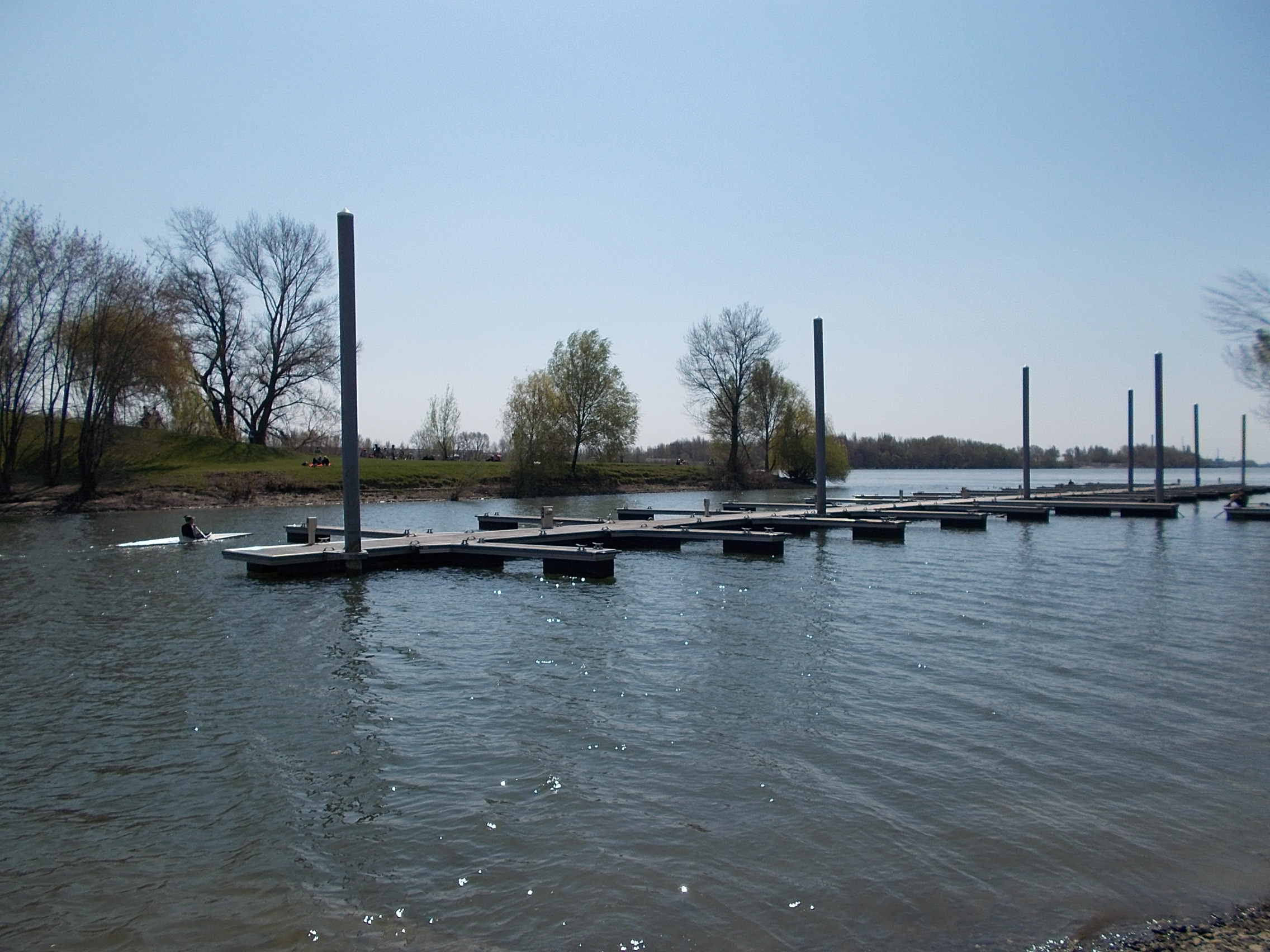
A Lágymányosi Spartacus sporttelep kajak-kenu kikötője az öböl déli végénél
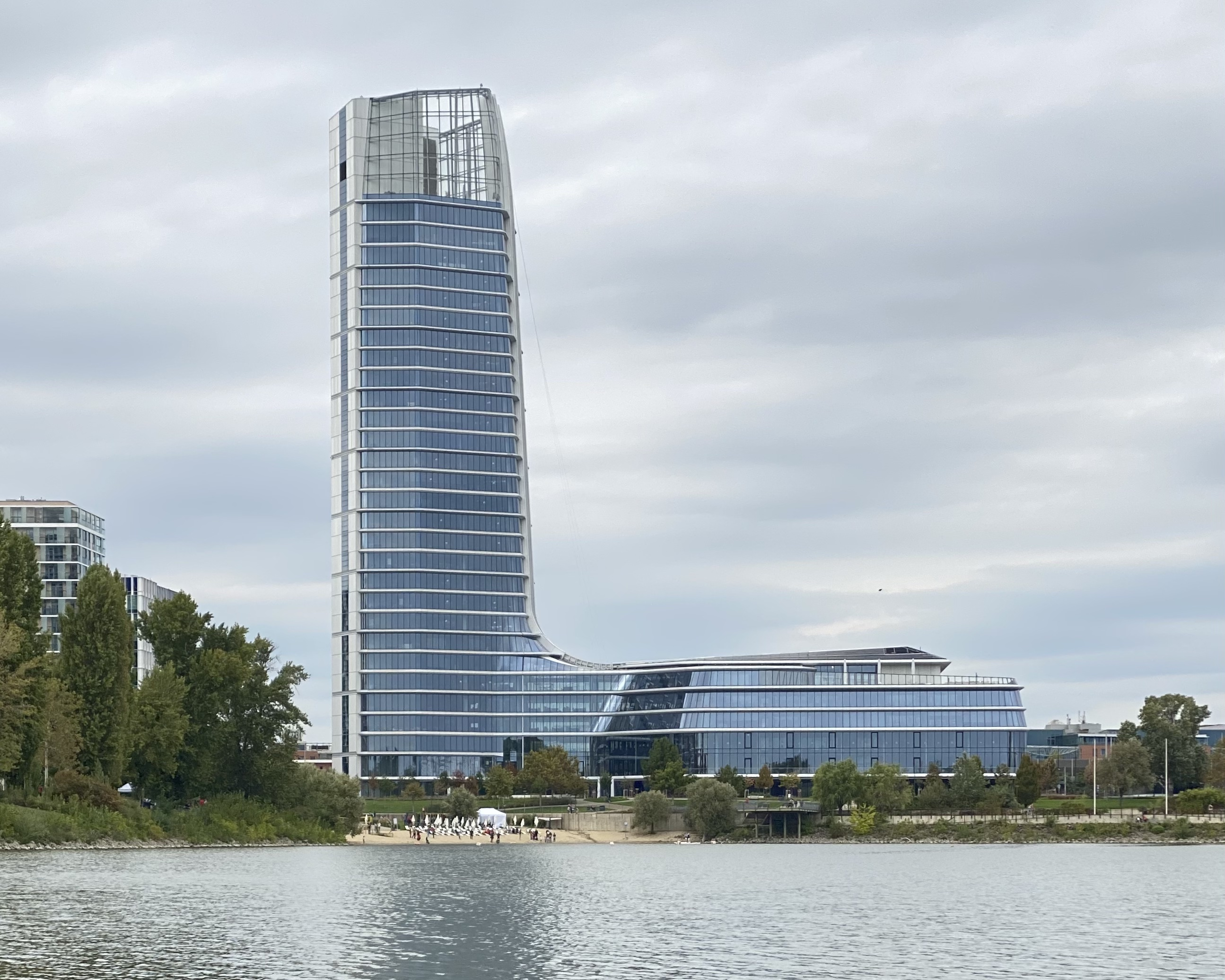
Az öböl északi partján álló Mol Campus tornya

## Lásd még
- Kopaszi-gát
- Budapest XI. kerülete